# Biederbach
Biederbach ist eine Gemeinde im Schwarzwald im Landkreis Emmendingen in Baden-Württemberg (Deutschland).

## Geographie

### Lage
Die Streusiedlungsgemeinde Biederbach liegt im Tal des südsüdostwärts laufenden Biederbaches und seiner Zuflüsse, der am Westrand der benachbarten Stadt Elzach in die Elz mündet. Das Haupttal beginnt auf Höhen um 660 m etwa zweieinhalb Kilometer nordöstlich des Hünersedels (744 m) bei Schuttertal-Schweighausen, und das Gemeindegebiet endet darin im Süden nur etwas über einen Kilometer vor der Mündung des Baches auf wenig über 350 m.

### Gemeindegliederung
Die Gemarkung von Biederbach setzt sich aus zahlreichen Einzelhöfen und Kleinsiedlungen zusammen. Als Ortszentren können der Ortsteil Dorf im Süden der Gemarkung und der im Obertal gelegene Ortsteil Kirchhöfe mit der Pfarrkirche bezeichnet werden. Letzterer wird auch als Oberbiederbach bezeichnet. Insgesamt liegen im Gemeindegebiet 38 Dörfer, Weiler, Zinken, Einzelgehöfte und Einzelhäuser.
Im Gemeindegebiet Biederbachs lagen die abgegangenen (oder umbenannten) Ortschaften Knechtmannshof, Rüttershof, Stehelinshof.
Als nennenswerte Siedlungen folgen im Haupttal Untertal, Tannhöf, Kirchhöfe, Obertal und Höhenhäuser aufeinander. In den westlichen Seitentälern liegen die Siedlungen Dorf, Hintertal und Uhlsbach, in den östlichen Seitentälern sind es die Ortsteile von Finsterbach, Hölzberg und Brühl. Illenberg, Knebis, Selbig, Mersberg, Neudorf und Schlegelsberg zeigen sich auf den Höhenlagen der Gemarkung. Noch weiter außerhalb liegen die Ortsteile Bachere und Frischnau.

## Geschichte
Biederbach wird erstmals 1309 urkundlich erwähnt. Ursprünglich gehörte der Ort – infolge seiner Zugehörigkeit zum Kloster St. Margarethen in Waldkirch – zur Herrschaft Schwarzenberg und kam wie viele Ortschaften des Breisgaus zu Vorderösterreich, wo er der Landgrafschaft Breisgau angehörte. Die Habsburger belehnten 1739 die Herren von Wittenbach mit den Herrschaftsrechten. Aufgrund des Reichsdeputationshauptschlusses und der damit verbundenen Mediatisierung kam Biederbach 1805 zum Großherzogtum Baden. Dort gehörte es zunächst zum Oberamt Waldkirch und dann zum Bezirksamt Elzach. Die Neugliederung 1819 führte zur Zugehörigkeit zum Amtsbezirk Waldkirch. Zwischen 1847 und 1896 wanderten zahlreiche Jungbauern aufgrund der fehlenden Existenzmöglichkeiten aus, vorzugsweise in die Vereinigten Staaten von Amerika.
1861 und in den 1920er Jahren beantragten die Bewohner der Oberbiederbacher Siedlungen jeweils die Trennung der Gemeinde in Ober- und Unterbiederbach. Beide Male scheiterte der Antrag jedoch.
Als 1936 in Baden Landkreise eingeführt wurden, wurde Biederbach dem Landkreis Emmendingen zugeordnet, dem es auch heute noch angehört. Seit der Bildung Baden-Württembergs im Jahre 1952 gehört der Ort zum neuen Südweststaat.

### Bevölkerungsentwicklung
| Jahr      | 1813 | 1939 | 1979 | 1991 | 1995 | 2005 | 2010 | 2015 | 2021 |
| Einwohner | 1652 | 1424 | 1474 | 1507 | 1590 | 1743 | 1749 | 1763 | 1696 |

## Politik

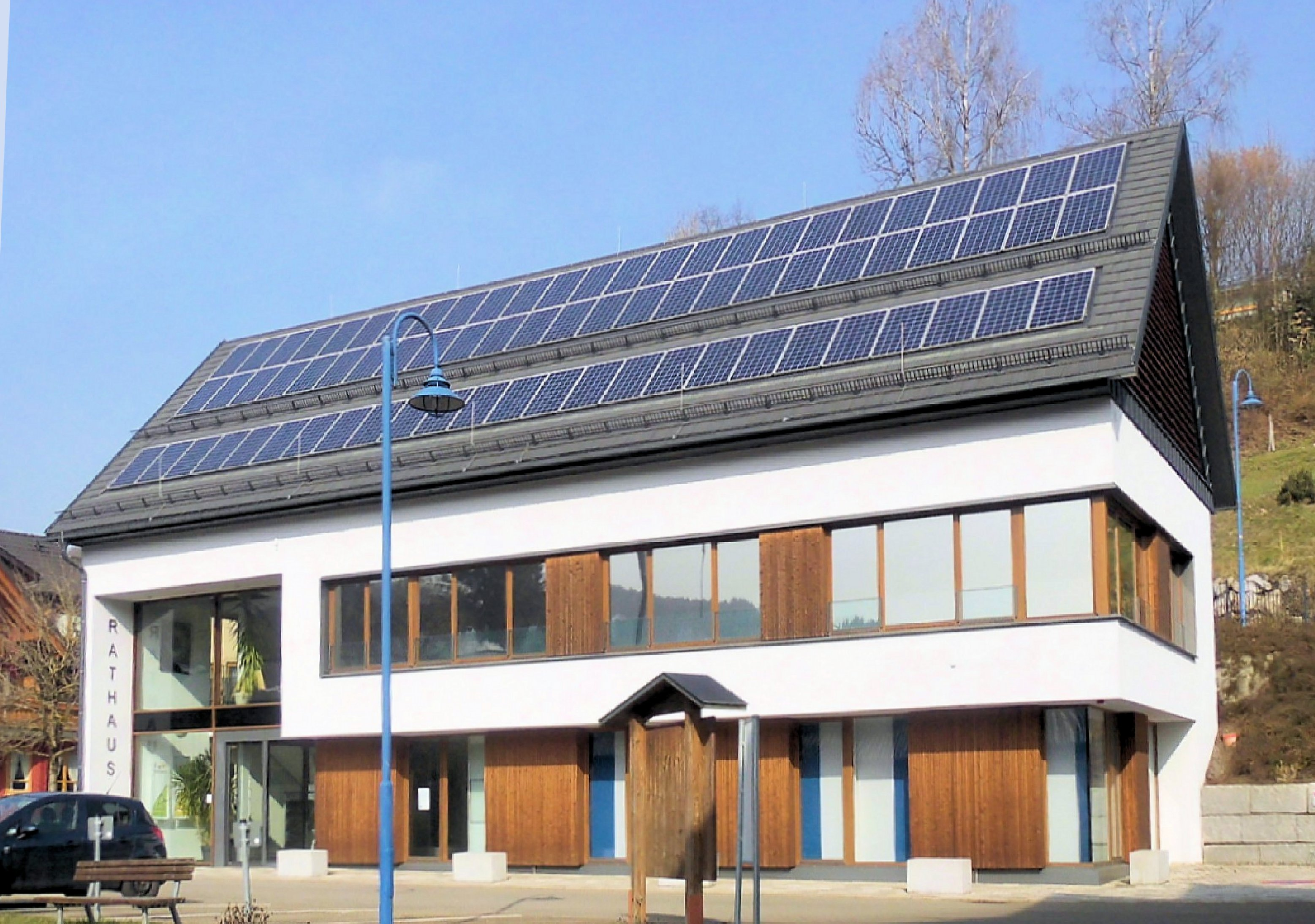
Rathaus Biederbach

### Bürgermeister
Bürgermeister Rafael Mathis amtiert seit 1. April 2018 und ist in seiner ersten Amtszeit. Am 14. Januar 2018 wurde er mit 95,25 Prozent im ersten Wahlgang gewählt. Er ist Nachfolger des bisherigen Bürgermeisters Josef Ruf (CDU), der nach zwei Amtszeiten nicht mehr zur Wahl angetreten war.

### Gemeinderat
Der Gemeinderat in Biederbach hat 10 Mitglieder. Bei der Kommunalwahl am 9. Juni 2024 wurde der Gemeinderat durch Mehrheitswahl gewählt. Mehrheitswahl findet statt, wenn kein oder nur ein Wahlvorschlag eingereicht wurde. Die Bewerber mit den höchsten Stimmenzahlen sind dann gewählt. Der Gemeinderat besteht aus den ehrenamtlichen Gemeinderäten und dem Bürgermeister als Vorsitzendem. Der Bürgermeister ist im Gemeinderat stimmberechtigt. Die Wahlbeteiligung lag bei 70,0 % (2019: 61,0 %).

### Verwaltungsgemeinschaft
Die Gemeinde lässt einen Teil ihrer Verwaltungsaufgaben durch den Gemeindeverwaltungsverband Elzach mit Sitz in Elzach erledigen, zu dem auch die Stadt Elzach und die Gemeinde Winden im Elztal gehören.

## Bildung
Biederbach verfügt über eine Grundschule. Noch nicht schulpflichtige Kinder können den Kindergarten St. Martin der katholischen Kirchengemeinde besuchen. Eine kommunale Kleinkindbetreuung ergänzt das öffentliche Erziehungs- und Bildungsangebot.

## Kultur und Sehenswürdigkeiten

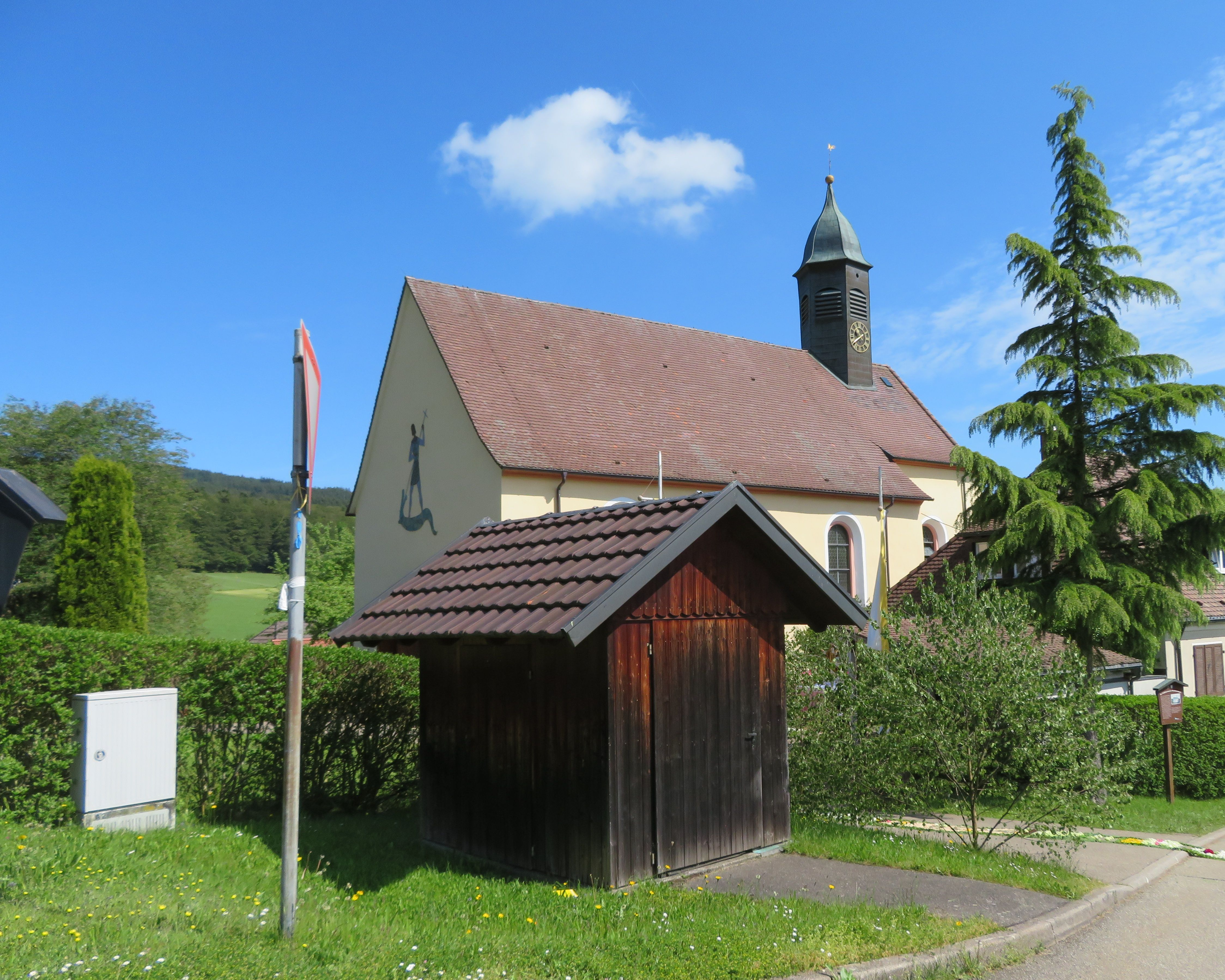
Wallfahrtskirche in Oberbiederbach
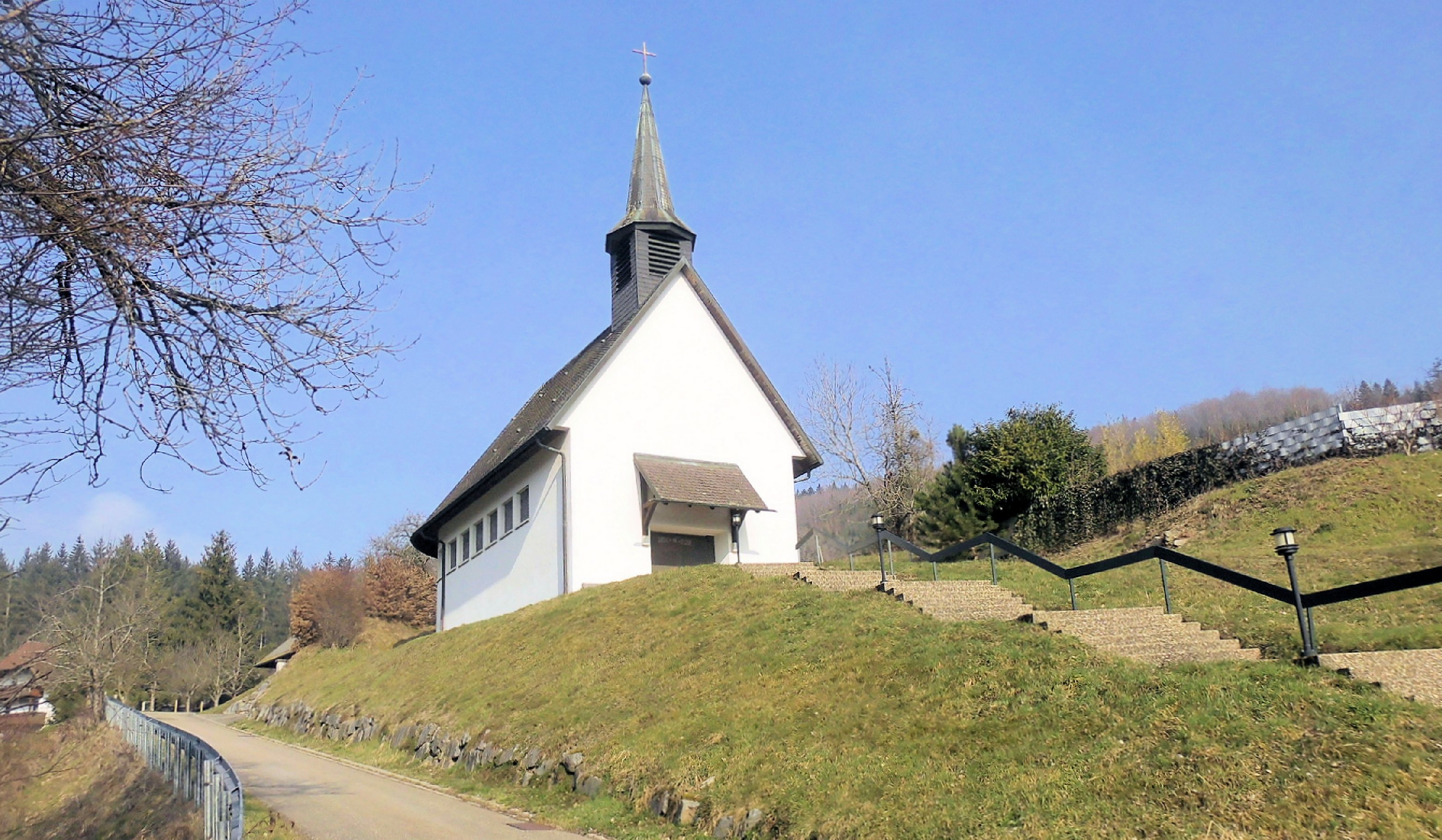
Kapelle St. Martin
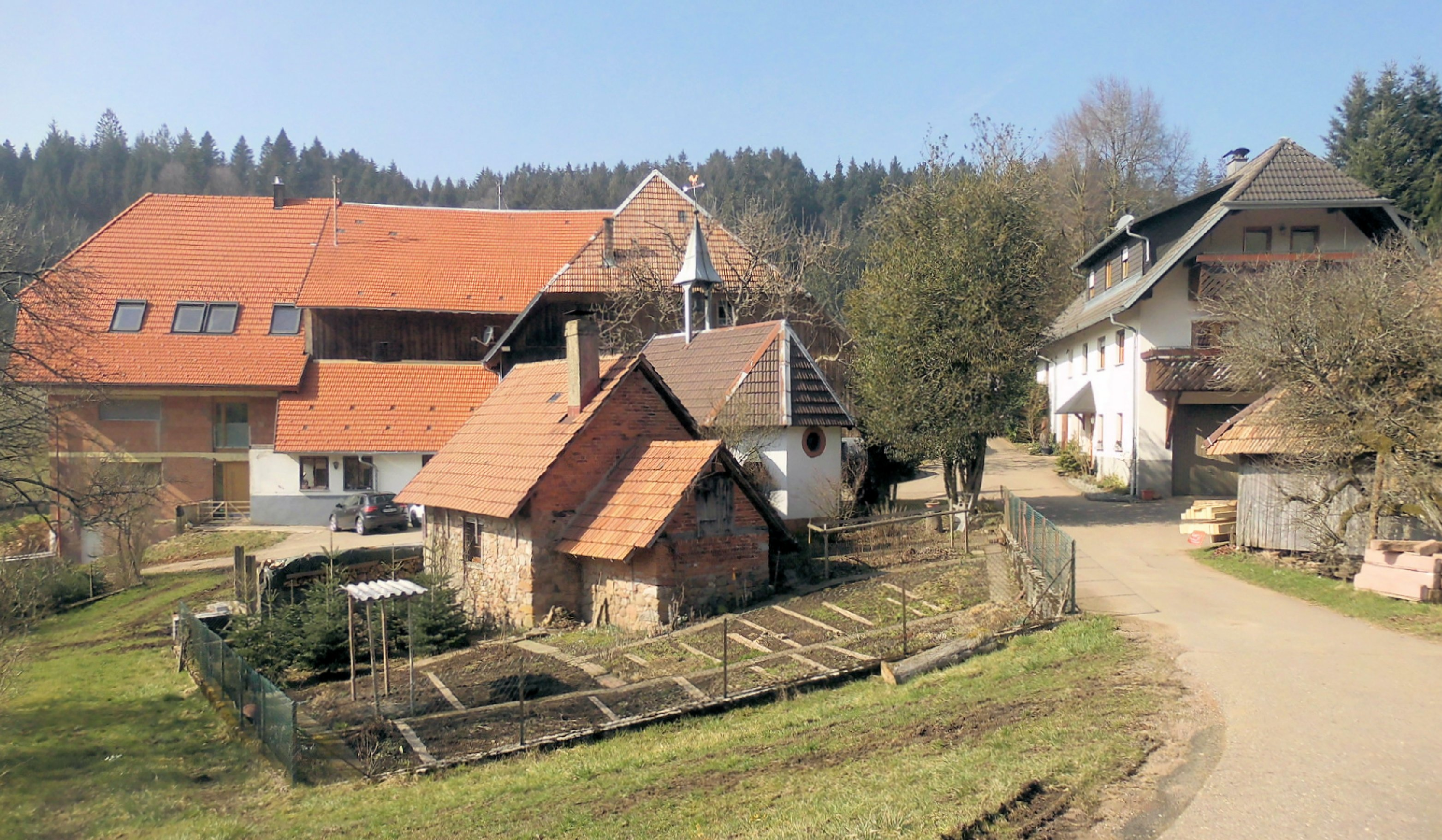
Weiler Schultishof mit Kapelle, Brauhaus und Backhaus

In Biederbach kreuzen sich vier Wanderwege des Schwarzwaldvereins, die an vielen Sehenswürdigkeiten vorbeiführen, die Fernwanderwege Kandelhöhenweg und Querweg Rottweil–Lahr sowie die Rundwanderwege Zweitälersteig und Hansjakobweg II.

### Bauwerke
Die Wallfahrtskirche Oberbiederbach ist eine barock ausgestattete Kirche, die seit 1778 ein angeblich wundertätiges Marienbild enthält.